# قراغيل
قراغيل هي قرية في مقاطعة أذر شهر، إيران. عدد سكان هذه القرية هو 1,527 في سنة 2006.